# Андреэ, Иоганн Валентин
Иоганн Валентин Андреэ (нем. Johann Valentin Andreae, 17 августа 1586, Херренберг — 27 июня 1654, Штутгарт) — немецкий теолог, писатель, математик, алхимик. Внук Якова Андреэ. Автор около 100 произведений на немецком и латинском языках. В автобиографии заявлял об авторстве трактата «Химическая свадьба Христиана Розенкрейца» — одного из трёх манифестов движения розенкрейцеров.

## Биография

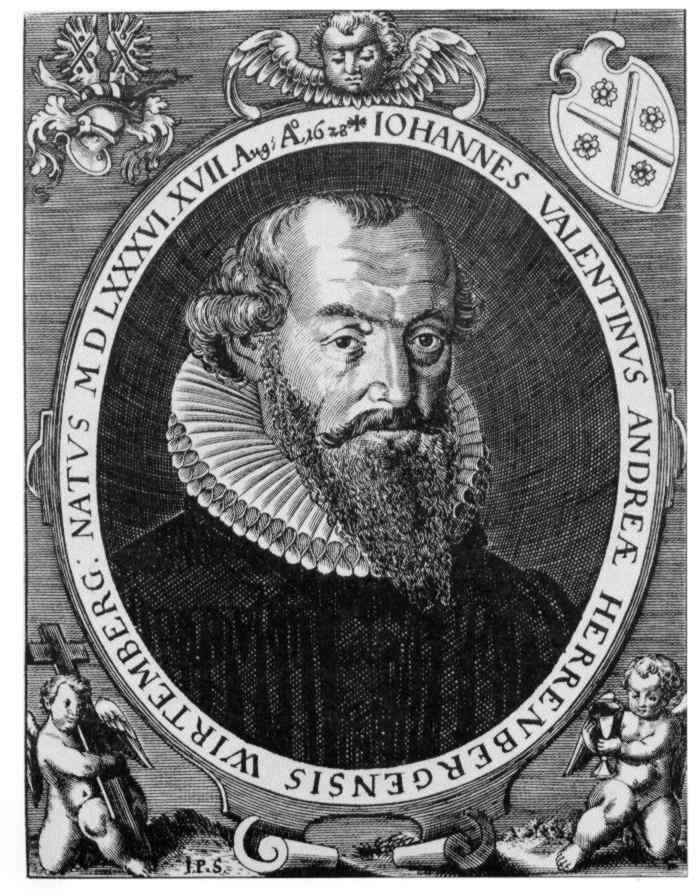
Иоганн Валентин Андреэ в 1628 г.

И. В. Андреэ родился в 1587 году в герцогстве Вюртембергском в семье лютеранского пастора Иоганна Андреэ, который занимал должность суперинтендента в Херренберге, а позднее возглавлял аббатство в Кёнигсбрунне. Дружелюбный и мягкий, он придерживался довольно либеральных взглядов в воспитании, тогда как мать, Мария Мозер, отличалась строгостью. Несмотря на происхождение из известной семьи, она жила в тяжёлых условиях, воспитавших в ней дисциплину и трудолюбие, которые она прививала и своим детям. На скромные средства Мария вела хозяйство, воспитывала восьмерых детей, участвовала в работе мужа и сама занималась аптекарским делом, а также помогала бедным. Валентин Андреэ восхищался её необычными для женщины мужеством и стойкостью. Иоганн Андреэ-старший увлечённо занимался алхимией, причём вполне легально: тогдашний герцог Вюртембергский Фридрих I поддерживал энтузиастов, стремившихся получить золото из металлов, хотя мошенников трижды отправлял на виселицу. Это было, однако, весьма затратным занятием. Один из братьев Андреэ, священник в Биркенфелде, также увлекался им и, как печально констатировал в автобиографии Валентин Андреэ, потратил свои лучшие годы на тщетные алхимические искания. И. В. Андреэ, таким образом, был знаком с этой темой отнюдь не понаслышке.
Валентин Андреэ отличался слабым здоровьем, не мог участвовать в играх сверстников и до конца дней хромал. До 15 лет он получал домашнее образование. В 1601 г. после смерти мужа, не оставившего сбережений из-за многочисленных расходов на занятия алхимией, Мария Андреэ переехала со своими детьми в Тюбинген, чтобы обеспечить им возможность обучения в тамошнем университете. Поступив туда, Иоганн Валентин в 1603 г. получил степень бакалавра, а в 1605 г. — магистра. За 6 лет интенсивных занятий он приобрёл основательные знания в области философии, истории, математики, генеалогии и географии, изучил, помимо латинского, древнегреческого и древнееврейского, ещё несколько языков, начал интересоваться искусством, музыкой и литературой — известно, что он ознакомился с «Космографией» Себастиана Мюнстера, произведениями Иосифа Флавия, Тита Ливия, Эразма Роттердамского, — а также изучать теологию с намерением принять духовный сан. К 1602—1603 гг относятся его первые литературные опыты. В автобиографии Иоганн Валентин отмечал, что так много занимался в этот период чтением, изучением наук и искусств, что практически не спал. Касательно следующего же, 1604, года он почему-то указал только перенесённый им тяжёлый приступ трёхдневной малярии.
В 1607 году Андреэ был вынужден оставить университет, так как оказался вовлечённым (возможно, не по своей воле) в скандал с публикацией пасквиля, порочащего имя канцлера Маттхауса Энцлина. Поскольку Марии Андреэ, получившей место аптекаря при дворе герцогини Вюртембюргской, супруги Фридриха I Сибиллы, уже не требовалась помощь её сына, он получил возможность уехать. В 1607—1614 гг. он путешествовал, помимо немецких территорий (Страсбург, Гейдельберг, Франкфурт и др.), по Франции, Швейцарии, Австрийским провинциям Каринтии и Крайне, Италии (в том числе Венеции и Риму) и Бельгии в качестве гувернера молодых дворян, что способствовало множеству знакомств, например, с Лазаром Цецнером — издателем ряда трудов по алхимии и впоследствии многих произведений Андреэ. Особенно сильное впечатление на него произвела Женева, её политическое устройство и нравы; там в 1611 году он познакомился с реформатором Жаном Кальвином [с учением Кальвина, наверное, Кальвин умер еще в 1564 году]. Католический Рим же, напротив, произвёл на него негативное впечатление. Твёрдо решив посвятить себя протестантской теологии, с 1612 года после первой неудачной попытки сдать ординационный экзамен Иоганн Валентин продолжил занятия в Тюбингене, где поступил при содействии нового герцога Вюртембергского Иоганна Фридриха (не без помощи своей матери) в Богословскую семинарию. Там он изучал теологию под руководством Маттиаса Хафенреффера, который был также наставником Иоганна Кеплера. В 1614 г. Валентин Андреэ наконец прошёл экзамены и получил долгожданное место диакона в Файингене. В автобиографии Андреэ, однако, даёт далеко не самое объективное описание этого этапа своей молодости, опуская многие подробности касательно периода путешествий и подчёркивая (по всей видимости, в попытке представить себя как священнослужителя в более выгодном свете) высокодуховные помыслы и благочестивые намерения отдать свою жизнь служению церкви, тогда как окончательно это решение было принято только в 1614 г.. Этот год оказался переломным ещё и потому, что в августе Иоганн Валентин женился на Агнес Элизабет Грюнингер (Agnes Elisabeth Grüninger), племяннице одного из высших духовных лиц Маульбронна — евангелического аббата Эразма Грюнигера; в браке с ней родилось девять детей. Период с 1614 по 1620 г. стал наиболее продуктивным для Валентина Андреэ в плане литературного творчества: было опубликовано порядка 20 работ (в том числе задуманных и начатых ранее), часть которых не сохранилась. Ему, однако, приходилось нелегко: материальное положение было весьма стеснённым, особенно из-за необходимости помогать снова лишившейся (со смертью Сибиллы Вюртембергской) жилья и работы Марии Андреэ. К тому же, у Валентина Андреэ был ряд недоброжелателей, считавших незаслуженным рукоположение простого мирянина-путешественника, на момент которого ему было, кстати, 27 лет — довольно много — из-за времени, потраченного на путешествия и обучение в семинарии, необходимое для соответствия высоким требованиям должности диакона. В этом отношении Андреэ также постфактум оправдывал себя в довольно агрессивной манере.
В 1620 г. Андреэ стал городским священником и суперинтендентом в Кальве, где испытал тяготы и потрясения Тридцатилетней войны: монетный кризис, голод, эпидемию чумы. Погибли многие его родные и близкие, в том числе дети. Однажды Иоганн Валентин был даже вынужден спасаться, прячась в лесу, а в другой раз в результате нападения грабителей у него было сломано ребро. Когда в сентябре 1634 года Кальв был разграблен и сожжён, дом Андреэ также был разрушен, пострадали рукописи, ценные картины (в том числе Дюрера, Гольбейна и Кранаха) и личная библиотека. Но невзгоды не сломили его стремления выполнять свой долг. Он активно занимался благотворительной деятельностью — организовал систему помощи ткачам, поскольку текстильное производство получило преимущественное развитие в Кальве, а также беднякам и их детям, всем пострадавшим от войны: бесплатные обеды, приюты, возможность получить образование. Была отремонтирована больничная часовня и городская церковь. Приходилось бороться и с падением нравов, вызванным военными невзгодами, в частности, симонией в церкви. Иоганн Валентин оказывал помощь Тюбингенской богословской семинарии, а также Эберхарду III, герцогу Вюртембюргскому, бежавшему в Штутгарт после поражения шведов при Нёрдлингене. Тот не забыл его благодеяний и после своего возвращения в 1638 г., в 1639 г. пригласил его в Штутгарт, поручив восстановление церковной организации в герцогстве, и так Андреэ стал придворным проповедником и консисториальным советником. За 10 лет на этой должности он прочитал более 1000 проповедей. Он потратил много сил, чтобы вновь открыть Тюбингенский университет и гимназию в Штутгарте.
В 1641 году Валентин Андреэ получил степень доктора богословия. В 1630 — 40-е гг. из-за своей занятости, связанной с обязанностями пастора, писал гораздо меньше.
Андреэ поддерживал также хорошие отношения с другим своим покровителем, герцогом Августом фон Брауншвейг-Люненбургским. В начале 1640-х гг они обменивались письмами практически еженедельно, иногда писала даже супруга Августа, Елизавета София, и трое его детей. Иоганн Валентин помогал герцогу в реализации его проектов и пополнял его знаменитую библиотеку, а взамен получал материальную поддержку, весьма необходимую ему в последние годы жизни. 6 ноября 1646 г. с его помощью он стал членом Плодоносного общества, где принял имя «der Mürbe» (нем. хрупкий, обессилевший). В этом же году Андреэ планировал посетить герцога в Вольфенбюттеле лично, но не смог из-за того, что пала его лошадь; а 5 лет спустя он слёг с тяжёлой болезнью сам и снова не смог воспользоваться приглашением. Таким образом, их встреча так и не состоялась, но отношения не прекращались. Валентин Андреэ вообще пользовался поддержкой среди аристократии, хотя его репутация как ортодоксального протестанта и была небезупречна .
В 1650 году Андреэ, в глубоком отчаянии от бедственного состояния дел во всей родной Германии и, в частности, во вверенной ему вотчине, отказался от должности в Штутгарте и принял приглашение герцога Августа и стал евангелическим аббатом и (автоматически) генерал-суперинтендентом в Бебенгаузене, в бывшем цистерцианском монастыре, преобразованном в лютеранскую школу; 28 апреля он прочитал там свою первую проповедь. Последующие 4 года он занимался наставлением молодёжи. Эта работа была не такой тяжёлой, а визиты друзей скрашивали последние годы Иоганна Валентина; он жаловался, однако, на задержку государственной пенсии, по его мнению, из-за злого умысла чиновников. Из-за ухудшения здоровья Андреэ был вынужден оставить и должность генерал-суперинтендента. С 28 февраля 1654 г. Иоганн Валентин был назначен аббатом в Адельберге, что позволило ему, поскольку незадолго перед этим аббатство сгорело, вернуться в Штутгарт. Там он и умер 24 июня 1654 г. после долгой и тяжёлой болезни, немногим более двух месяцев не дожив до своего 68-летия.

## Мировоззрение и труды
Валентин Андреэ писал сатирические пьесы, религиозные трактаты, повести, элегии, эпиграммы и другие стихотворения и поэмы на (по большей части) латинском и немецком языках, причём латинский текст настолько разнообразен и богат художественными приёмами, что до сих пор представляет большую сложность для перевода. Центральной в его творчестве была религиозная тематика, при этом он был сторонником гуманизма и просветительских идей. Также Андреэ, изучавший математику и механику в Тюбингене с Михаэлем Мёстлином, учителем Иоганна Кеплера, был автором труда по прикладной математике, «Collectaneorum Mathematicorum decades XI» (1614 г.).
Первый опыт литературного творчества Андреэ относится к 1602—1603 гг.: среди прочего, были написаны две не сохранившиеся пьесы — «Есфирь», на сюжет библейской Книги Есфирь, и «Гиацинт» — по мотивам древнегреческого мифа (обе, как утверждает автор, сочинялись «в подражание английским актерам»), — а также, как утверждается некоторыми исследователями, произведение под названием «Химическая Свадьба» — считается, что до нас дошла только уже переработанная более 10 лет спустя версия.

Кристоф Безольд, один из сподвижников И. В. Андреэ по Тюбингенскому кружку и владелец знаменитой библиотеки.

В университетские годы в Тюбингене Андреэ, наряду со своими близкими друзьями и сподвижниками — врачом-парацельсистом и юристом Тобиасом Гессом (1558—1614) и профессором права Кристофом Безольдом (1577—1638) — стояли у истоков круга прогрессивно настроенных молодых людей (по разным данным примерно 30), недовольных немецкой действительностью. Они выступали против схоластической науки и сложившихся порядков средневековых учебных заведений, сухого формализма лютеранской церкви, а также политики немецких аристократических дворов и их пренебрежительного отношения к немецкому языку и культуре. Члены тюбингенского кружка стремились к преобразованию общества на началах равенства и справедливости, всеобщей второй реформации, целью которой видели объединение всех христианских народов под лозунгом подлинного христианства во имя праведной жизни, посвящённой познанию природы, разума и достижению общего блага. Как и многие в то время, они интересовались, помимо математики, литературы, астрономии и естественных наук, мистикой и алхимией. На эти настроения во многом повлияли взгляды итальянского монаха-революционера Томмазо Кампанеллы, выразившиеся в его утопическом произведении «Город Солнца». Оно было издано в 1623 г. Тобиасом Адами, его последователем и одним из единомышленников Валентина Андреэ, наряду с другими трудами политической направленности оппозиционеров Венецианской республики, которым сочувствовали молодые тюбингенцы. В плане призывов отказаться от схоластической полемики в пользу претворения в жизнь христианских заповедей вдохновителем был Иоганн Арндт. Милленаристские и теософско-герметические тенденции, в свою очередь, возникли под влиянием работ Симона Студиона (1534—1605 (?)), Иоахима Флорского (1132—1202) и Валентина Вайгеля (1533—1588).
Идеалы тюбингенского кружка отразились в сатирических, в духе Эразма Роттердамского, произведениях Андреэ того периода: даже выдержанные в безусловно традиционной протестантской концепции, они содержат пусть и неявную, но выраженную социальную критику. В пьесе «Turbo, seu moleste et frustra per cuncta divagans ingenium» (лат. «Смутьян, или разум, тщетно скитающийся среди всего сущего в досаде и раздражении») (1616), единственной сохранившейся из латинских драм И. В. Андреэ, отчасти автобиографической, высмеиваются нелепые увлечения и заблуждения тогдашней интеллигенции, закоснелость убеждений, ведущая к отсталости в науке и технологии, всеобщий эгоизм и алчность, схоластическое пустословие - ложные ценности вместо истинно христианских. Её протагонист — молодой человек, одержимый критическими взглядами и жаждой знаний; в поисках истины он встречается с малопривлекательными картинами европейской действительности, а в итоге приходит к христианству.

Те, кто пытается жить достойно, объявляются вне закона— 
 с горечью отмечает Андреэ устами своего персонажа. Идея о странствующем, ищущем герое, отверженном и страдающем, но оберегаемом свыше, является важным архетипом (рыцарь/странник/монах) в творчестве И. В. Андреэ. Разочарование в традиционных способах получения знаний, приводящее его к оккультизму, глубина достигаемого им отчаяния, превозношение наук (особенно точных) и прогрессивных технологий во имя блага человечества в противоположность отсталой схоластической системе немецких университетов, а также торжественный финальный посыл надежды на грядущее духовное обновление, возможно, послужили прообразом концепции «Фауста» Гёте.
В произведении «Menippus, seu satyricorum dialogorum centuria» (Менипп, или сто сатирических диалогов) (1618), представляющем собой 100 диалогов, демонстрируются пороки всех сословий, бесполезность системы образования и тщеславие протестантской верхушки. В нём можно проследить влияние Монтеня и французской сатиры. Сам автор назвал его «открытой, но безобидной сатирой, где юмор и остроумие служат во благо добродетели». Между тем, острота и злободневность этой работы не могли не вызвать недовольства тех, против кого она была направлена: так, Тюбингенский профессор риторики Каспар Бухер призывал запретить её, называя «уродливым порождением алхимии». Закономерно, что многие представители высшего духовенства видели в призыве к религиозным преобразованиям угрозу своему положению.
В «Herculis Christiani luctae» (1615) и в аллегорико-эпическом стихотворении «Christenburg» Андреэ показывает, как трудно сохранить свои христианские убеждения среди искушений светской среды. Как член тюбингенского кружка, Андреэ считал, что возрождение Германии возможно только на основе христианской идеи — это выразилось в поэме «Добрая жизнь праведного пастыря Божия», где он отразил собственный опыт священника.
Валентин Андреэ пытался укрепить живое, деятельное христианство, основав в период между 1618—1620 годами (по некоторым данным — в 1613—1614 или даже раньше) совместно со своими тюбингенскими сподвижниками «Христианское общество» («Unio Christiana», или «Societas Christiana») — духовное межконфессиональное объединение, цель которого была в распространении этого первоначального, истинного (реформированного) христианства, не оскверненного идеологическими и догматическими распрями, братской любви, истинной морали и подлинных знаний. «Христианское общество» стало своего рода проектом-преемником несостоявшейся «розенкрейцеровской реформации», ставя перед собой более реалистичные и практичные цели, в том числе использование возможностей, предоставляемых научным прогрессом, и защиту бывших розенкрейцеров от преследования инквизиции; возглавить его было предложено покровителю Андреэ — Августу фон Брауншвейг-Люненбургскому. Оно не было в полной мере организованным собранием, поскольку его участники находились в разных городах, и предполагалось их взаимодействие по переписке, а также не было фиксированных требований в материальном и иных отношениях, каждый просто должен был вносить вклад в соответствии со своими возможностями. Религиозные и морально-нравственные идеалы и принципы этого союза были подробно, хотя и в завуалированной форме, изложены Андреэ в собрании аллегорических притч «Христианская мифология» (1618) — его темой является гибель истины вследствие религиозных войн, отрицательно сказавшихся на положении Германии, раздираемой борьбой за власть между князьями и императором. В этот же период Андреэ написал и распространил среди своих сподвижников трактаты «Invitatio fraternitatis Christi ad amoris candidatos» (1617), «Christianae societatis imago» и «Christiani amoris dextera porrecta» (1620) — по сути, программные документы «Христианского общества». «Christianae societatis imago» описывает принципы организации общества, руководства им и распределённого взаимодействия участников, «Christiani amoris dextera porrecta» — провозглашает мистическое единение всех христиан. Основные идеи этих двух трактатов были впоследствии (в 1625 г.) взяты за основу организации другого общества, «Antilia», руководимым, вероятно, Генрихом Гейном из Тарту; в его деятельности также принимал участие Самуэль Хартлиб, который опубликовал их в английском переводе Джона Холла в Кембридже в 1647 г. под названиями, соответственно, «A Modell of a Christian Society» и «The Right Hand of Christian Love Offered».

Андреэ был человек разносторонне образованный, много видевший на своем веку, проницательный, высоко стоявший над своей мелкобуржуазной средой и свободный от того самодовольства, которым было проникнуто ортодоксальное лютеранство того времени. Он выступал против догматических распрей своей эпохи, в целом ряде сочинений проповедовал деятельное христианство, основанное на братской любви и взаимопомощи, и создал план основания религиозного братства, которое должно было соединенными усилиями стремиться к осуществлению своего идеала— 
,
— пишет автор фундаментального исследования «История тайных обществ, союзов и орденов» Георг Шустер.
Валентин Андреэ, как полагают исследователи, видел в тайных обществах средство осуществления всеобщего преобразования, надеясь с их помощью исправить все несчастья, постигшие его родную страну, которые лютеранской реформации удалось лишь выявить, но не искоренить. Существует, однако, и мнение, что подобные союзы, такие как «Unio Christiana», — лишь метафора, под которой Андреэ подразумевал внутреннее преображение индивидуума в стремлении к богоподобному совершенству телом и разумом.

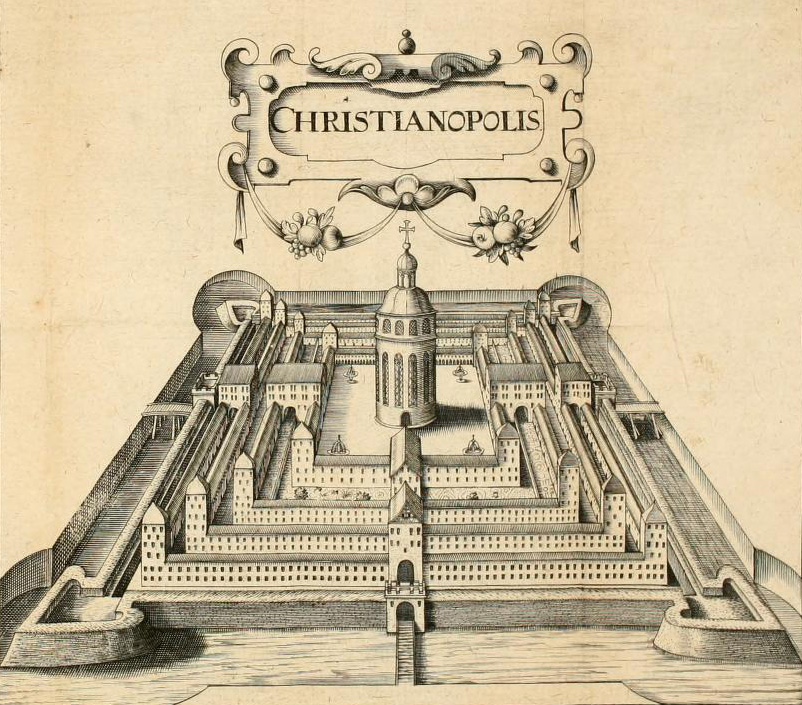
Христианополис, иллюстрация из издания 1619 г.

Однако немецкое общество оказалось не готово к задуманному Андреэ и его единомышленниками моральному обновлению, настали тяжёлые военные времена, не складывались отношения Андреэ с правителем города, и это побудило его обратиться к утопии. В этом жанре (и на латинском языке) написано сочинение, считающееся наиболее значительным произведением того периода — «Reipublicae Christianopolitanae descriptio» (Описание республики христианополитанской) (1619), где представлено идеальное описание образцового христианского государства, также выражавшее принципы «Христианского общества». «Республика» Андреэ, как и «Утопия» Т. Мора, — островное государство. Но в отличие от изображаемых Т. Мором и Т. Кампанеллой, оно имеет характер общины, которой правят Теолог, Судья и Учёный, причём на эти должности избираются наиболее достойные. «Христианополис» Андреэ напоминает кальвинистскую Женеву: там, в соответствии с идеей кальвинистов, осуществляется жёсткий контроль за частной жизнью обитателей общины, хотя он и гораздо более индивидуалистичен по сравнению с «Городом Солнца». Вместе с тем в утопической республике Андреэ обнаруживается влияние и гуманистических идей Я. Коменского: большое внимание в ней уделяется просвещению и образованию. При этом, однако, ярко выражен эзотерический аспект: образование неразрывно связано с религией, жители «Христианополиса» в основном занимаются наукой и отправлениями веры, а отдельным избранным оказывается доступно некое тайное мистическое знание. В этом проявилось влияние идей Иоганна Арндта о «новом Иерусалиме», выраженных в его знаменитом произведении «Об истинном христианстве». Описание расцвета наук, выражавшее прогрессивную ориентацию автора, как считается, оказало влияние на Ф. Бэкона (ср. его утопию «Новая Атлантида»). Система воспитания считается центральным элементом социальной утопии Андреэ. Его педагогические воззрения во многом схожи со взглядами Кампанеллы (которые также повлияли и на Коменского, что видно из его произведения «Orbis sensualium pictus»), однако Иоганн Валентин даёт им самостоятельное обоснование. Автор отчасти отразил в этой утопии и свой педагогический опыт. В утопическом «Христианополисе» важной государственной задачей является и обеспечение здоровья граждан.

Андреэ не единожды удивит нас идеями, на триста лет опережающими его время… Другие две утопии, написанные в первой половине XVII в. — Ф. Бэконом и Т. Кампанеллой — лишь весьма посредственные [по сравнению с «Христианополисом»] — 
пишет историк Льюис Мамфорд, отмечая тонкий ум и прямоту автора. Современник Андреэ, учёный Роберт Бёртон в своём знаменитом произведении «Анатомия меланхолии» также отмечает «Христианополис» наряду с утопиями Кампанеллы и Бэкона, называя их «остроумным вымыслом». Ряд исследователей, между тем, ставит концепцию утопического сообщества Андреэ в один ряд скорее не с литературными, а религиозными, например, Эразма Роттердамского или Мартина Буцера.
Идеал религиозной республики в противоположность абсолютизму отражён также и в произведении «Плач Иеремии».
Христианская утопия, однако, так и осталась мечтой для Иоганна Валентина, и уже к концу 1620-х гг он осознал её несбыточность. В 1628 г. он писал Я. Коменскому, что чувствует себя «не в силах больше продолжать эту битву».
Благотворительная деятельность Андреэ в Кальве усиливала его конфликт с государственными и церковными чиновниками: его высказывания о том, что они прилагают недостаточно усилий для выполнения своего долго, особенно в тяжёлое военное время, были весьма непопулярны. Своё неудовлетворительное отношение к государственной политике и роли церкви, а именно той ситуации, когда последняя оказалась в результате Тридцатилетней войны в подчинении у абсолютистского государства, Валентин Андреэ выразил в своей поздней работе «Апап». Это анаграмма слова «Папа» — намёк на неодобрительное отношение к Папе Римскому, и в то же время влияние новшеств в литературе, характерных для начала эпохи барокко. В 1649 году Андреэ опубликовал ещё одно из важнейших своих сочинений — «Теофил», где также отразилось его недовольство догматизмом и «цезарепапистским характером» лютеранства. Это произведение имело большое значение не только для церковной политики, но и (по мнению Я. Коменского) для педагогики.

### Авторство розенкрейцерских манифестов

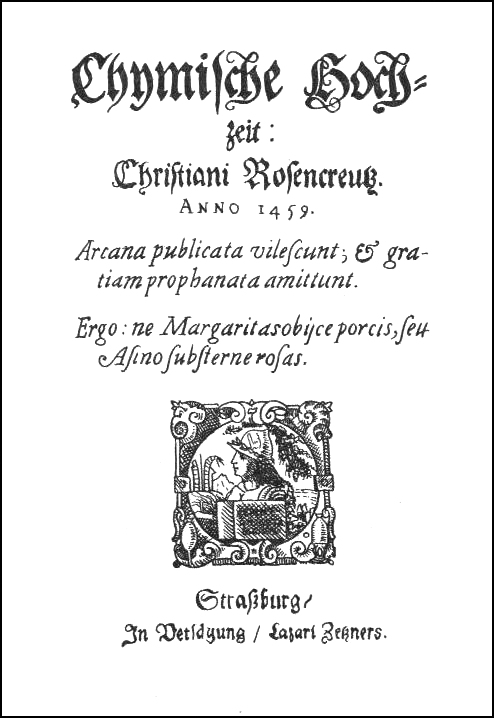
Титульный лист издания «Химической свадьбы Христиана Розенкрейца», третьего розенкрейцерского манифеста, в 1616 г.

Валентину Андреэ приписывается авторство основных текстов (т. н. манифестов) ордена розенкрейцеров: изданного в немецком Касселе анонимного сочинения Fama Fraternitatis — «Откровение Братства» (1614), Confessio Fraternitatis — «Исповедание братства» (1615) и в особенности выпущенной в 1616 году в Страсбурге книги «Химическая свадьба Христиана Розенкрейца» (Chymische Hochzeit Christiani Rosencreutz). Появление этих текстов, посвящённых легендарному Христиану Розенкрейцу и провозглашавших «всеобщую и генеральную реформацию человеческого знания и законов», обновление христианства и очищению его от ложных толкований, духовное преображение и возвращение к утраченной гармонии между Богом и человеком, вызвало в Европе резонанс в кругу образованных людей, желавших приобщиться к герметической мудрости и величайшему тайному могуществу. Относительно принадлежности Андреэ к розенкрейцерам и его участии в этих «литературных мистификациях» велось, начиная ещё при его жизни, множество споров, не прекращающихся и по настоящее время.
Во-первых, о своём авторстве «Химической свадьбы» Андреэ заявлял в автобиографии «Breviarium vitae Andreanae» сам, датируя первую версию произведения 1603 или 1605 годом, в то время как свою причастность к другим двум манифестам отрицал, поскольку она в то время могла навлечь на него серьезные неприятности. Получивший столь давно желанное место диакона в Файингене в 1614 г., а затем назначение на руководящую церковную должность для восстановления разрушенной войной церковной организации в Вюртемберге в 1638 г. (и тем более после получения степени доктора богословия), Иоганн Валентин до конца жизни считал своим долгом всеми силами доказывать свою приверженность ортодоксии, отрицая какую бы то ни было связь с розенкрейцерским движением. Говоря об этом, Андреэ чаще всего использовал латинское слово «ludibrium» («ludibrium этого суетного „Откровения“», «ludibrium вымышленного Розенкрейцерского Братства»), которое можно перевести как «выдумка», «шутка», «пустячок». Спустя год после публикации «Химической Свадьбы», Андреэ называет Братство розенкрейцеров «не более чем игрой для любопытствующих, обманувшей тех, кто попытался свернуть на извилистую и неторную тропинку вместо того, чтобы следовать истинным и простым путем Христовым». Некоторые исследователи полагают, что эта характеристика («ludibrium») носит иронически-уничижительный характер, с другой стороны, возможно, именно так Иоганн Валентин пытался отделить своё имя от розенкрейцерства. Есть мнение, что подобные признания в мистификации были намеренной тактикой, направленной на отсеивание стремившихся в ряды братства многочисленных дилетантов, компрометировавших идеалы и принципы «реформации». Не исключено и то, что Андреэ имел отношение к Братству, но, связанный его клятвой, не имел права разглашать его тайну. Другие специалисты считают, что он действительно был автором этих сочинений, причём целью его было осмеяние нелепых мечтательных, мистических и алхимических стремлений своих современников, их легковерности и страсти ко всему чудесному. «Я всегда смеялся над розенкрейцерскими небылицами и был против братства этих любопытных», — писал Андреэ. Однако и эти слова можно трактовать по-разному: либо он не имел к этим документам никакого отношения; либо имел, но сожалел об этом и пытался загладить как ошибку своей молодости; либо смеялся, будучи автором этой шутки, над теми, кто на неё купился (хотя это и непохоже на него как высокоморального человека); либо же смеялся доброжелательно над своими товарищами; но вообще столь активное отрицание выглядит несколько подозрительно. Такие авторы как Д. У. Монтгомери настаивают на буквальной интерпретации слов Андреэ: его религиозные убеждения предполагали «христоцентризм» в противоположность антропоцентризму розенкрейцерства; с другой стороны, в этих словах осуждения, вообще говоря, нет информации об участии в написании манифестов. Неоднозначность объяснений Иоганна Валентина может, по мнению современного исследователя Т. Чартона, объясняться его природной скрытностью и отсутствием мирских амбиций. Способный сочинять и даже издавать свои тексты, особенно провокационного содержания, тайно от общественности и за спиной даже у самых близких друзей, к тому же чуждый суеты и тщеславия, он вполне мог написать и манифесты, не стремясь предавать огласке факт своего авторства.
Возможно, Валентин Андреэ сознательно апеллировал к модной тогда теософско-алхимической теме, стремясь, наоборот, привлечь обещанием оккультных знаний как можно больше сторонников, чтобы из их числа отобрать наиболее достойных, способных реализовать его план — продолжение дела М. Лютера по искоренению зла и беззаконий. Существует теория, что к 1617 г. Андреэ разочаровывается в том, во что фактически превратилось розенкрейцерское движение, и начинает активно его критиковать. Так, в опубликованном в 1618 г. втором издании «Menippus» он, в частности, добавляет диалог, посвящённый Розенкрейцерам и обличающий их как алхимиков-шарлатанов. Эта же мысль явно прослеживается и в более ранней комедии «Turbo». А трактат «Invitatio fraternitatis Christi ad amoris candidatos» даже своим названием выражает, что его автор предлагает альтернативу Братству розенкрейцеров. Отдельные исследователи при этом отмечают, что его публикация в 1617 г., когда розенкрейцерство ещё не успело деградировать до дешёвого популизма, свидетельствует о том, что именно тогда, то есть примерно в одно время с Братством розенкрейцеров, было учреждено и это альтернативное «Христианское общество», а значит, сомнительно, что Иоганн Валентин создал обе эти организации одновременно. Наконец, в 1619 г. Андреэ сочинил целое произведение, «Turris Babel, sive Judiciorum de Fraternitate Rosaceae Crucis Chaos» (лат. «Вавилонская башня, или Хаос суждений касательно Братства Розы-Креста»), из 25 сцен-диалогов между тремя действующими лицами, третье из которых представляет мнение самого автора. Так, имя этого персонажа в последнем триалоге — «Resipiscens» (лат. «Образумившийся») — служит аргументом в пользу упомянутой теории о смене взглядов Андреэ на розенкрейцерство, а также о его вынужденной (ради сохранения репутации) публичной позиции. Посыл этого сочинения также состоял в осуждении называемого надувательством ажиотажа вокруг розенкрейцерского движения, которое вместо того, чтобы объединить людей, говорящих на разных языках, влечёт настоящий хаос среди интеллигенции — «Вавилонскую башню». Некоторые исследователи, впрочем, усматривают в слове «хаос» некие эзотерические коннотации.
Сторонники принадлежности розенкрейцерских манифестов перу Валентина Андреэ, например, Иоганн Буле, приводят и косвенные аргументы. Идеи, созвучные розенкрейцерским взглядам, есть и в других его произведениях. Например, остров, где расположен «Христианополис», имеет арабское, а не еврейское название, что может являться отсылкой к Ближнему Востоку, где по легенде постигал тайные знания Христиан Розенкрейц. Собственно, концепция этой утопии в целом, выражающая предлагаемое преобразование общества, основана именно на целях и принципах этого тайного братства. То же можно сказать и о другом произведении, представляющем идеологию «Христианского общества», — «Christianae societatis imago»: достойные христиане постигают тайную мудрость в целях перерождения миропорядка (суть «Fama Fraternitatis»). Кстати, помимо «Христианского общества», в 1617 г. было основано и «Плодоносное общество», членом которого впоследствии стал Андреэ и которое, хотя и афишировалось как чисто литературное, имело, возможно, и эзотерико-герметическую направленность. А чуть раньше, в 1614 г., сформировалось общество (также формально) математиков, в которое И. В. Андреэ входил вместе с Абраамом Хольцем и Кристофом Безольдом. Таким образом, Андреэ участвовал в организации различных союзов, имевших схожие с розенкрейцерами цели. Далее, в произведении «Theca gladii spiritus» (лат. «Ножны меча духовного», слова из «Послания к ефесянам», 1616 г. — первое анонимное издание), представляющем собой 800 афоризмов на латыни, также явно повторяются тезисы из «Confessio Fraternitatis», хотя при этом опущены все отсылки к розенкрейцерам и милленаристские акценты, как будто в попытке внести улучшения. То же можно сказать и о той же «Вавилонской башне», где, несмотря на осуждение братства розенкрейцеров как такового, его идеалы по сути прославляются и провозглашаются истинно христианскими. 

Довольно уже издевались над людьми; наконец, мы можем освободить связанных, мы можем ободрить нерешительных, мы можем вернуть на путь истинный впавших в заблуждение, мы можем вернуть сбившихся с пути, мы можем исцелить больных. Услышьте, смертные! Не нужно больше ждать никакого Братства; представление окончено; Fama породила его, и Fama разрушила его. Fama говорила «да», и Fama говорит «нет».— 

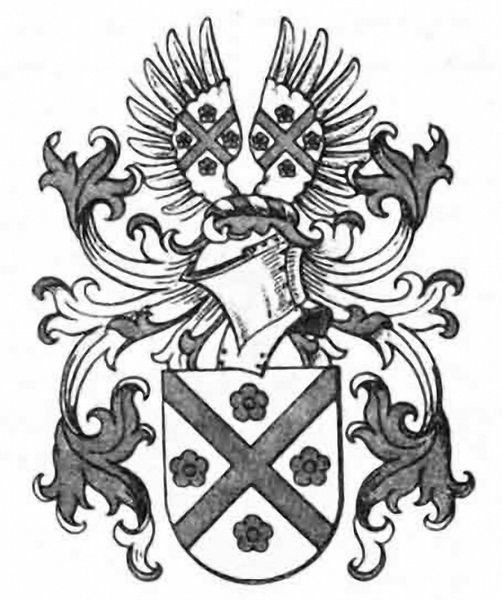
Фамильный герб Андреэ, содержащий розы и крест.

Специалисты, в частности, историк Карлос Гилли, считают, что этот фрагмент из «Turris Babel» мог быть написан только автором текста самой «Fama». Между тем, розенкрейцерские идеи Валентина Андреэ, по мнению исследователя Дональда Диксона, нельзя назвать оригинальными, и помимо «Христианополиса» и «Химической свадьбы», его произведения являются по сути популяризацией чужих воззрений. Тем не менее, многие свидетельства указывают на его связь с розенкрейцерским движением. Даже в его фамильном гербе содержится двойной мотив розы и креста (он представлял собой крест св. Андрея c вензелем из четырех алых и белых роз) — возможно, он и послужил прообразом эмблемы Христиана Розенкрейца. Хотя, строго говоря, розенкрейцерская символика представляет собой обычный крест с одной розой в центре, то есть они могут и не иметь друг к другу отношения. Благодаря своим связям в кругах западно-немецкого дворянства и духовенства и незаурядным организаторским способностям Андреэ оказался «идеальной ширмой», предоставив свое имя и даже собственный родовой герб для того, чтобы стать «главным идеологом несостоявшейся генеральной реформации». Немаловажную роль играла и семейная предрасположенность к мистицизму, ведь отец Андреэ, Иоганн, имел собственную алхимическую лабораторию.
Некоторые специалисты считают косвенным аргументом также высказывание близкого друга и сподвижника Андреэ, Кристофа Безольда, что смысл манифестов крайне прост и ему неясно, что в них можно было найти непонятного, то есть он имел возможность общаться непосредственно с автором этих текстов, а значит, это мог быть как раз Иоганн Валентин. Кристоф Безольд же известен и тем, что перевёл с итальянского на немецкий главу из знаменитого произведения «Ragguagli di Parnaso» («Парнасские ведомости») Т. Боккалини, и этот фрагмент был опубликован вместе с «Fama Fraternitatis» под названием «Allegemeine und General Reformation, der gantzen weiten Welt» (нем. «Всеобщая и полная Реформация всего пространного мира», «Всеобъемлющая и Всеобщая Реформация»). А поскольку известно, что Андреэ был большим поклонником Боккалини и подражал его стилю, отдельные биографы заключают, что он и сам мог быть автором этого перевода вместе со всем «Откровением». Впрочем, строго говоря, оба этих аргумента сами по себе объективно ничего не доказывают. Более убедительной считается заметка Безольда, обнаруженная на полях принадлежавшего ему издания «Fama» 1615 г: «Подозреваю, что автор — J.V.A. И фамильная эмблема Андреэ — крест с розами, такой же, как описывается в „Химической свадьбе“».
Историк и исследователь средневековых мистических движений Фрэнсис Йейтс считает, что слово ludibrium может также означать (театральную) игру, комическое представление, а Андреэ высоко ценил театр и видел в нем источник нравственных и просветительских влияний. Именно выступления английских актёров, сопровождавших посольство Ордена Подвязки от Якова I в 1603 году, прибывшего в Штутгарт для облечения герцога Вюртембергского, Фридриха I, регалиями рыцаря Подвязки, произвели столь сильное впечатление на молодого Андреэ, что эти яркие воспоминания о пышных церемониях и празднествах нашли своё отражение в «Химической Свадьбе» редакции 1616 г., в романе присутствуют и «театральные» эпизоды. «Более того, сама структура „Свадьбы“ становится понятнее, если усматривать в ней итог английских влияний, усвоенных молодым Андреэ: сценические постановки и церемонии, как бы слившиеся в одно целое, очевидно, и вдохновили его на создание нового оригинального литературного жанра», — полагает Йейтс.

«Театральность», на которую намекают высказывания Андреэ, представляется одним из самых поразительных аспектов розенкрейцерского движения… Обозначение «Откровения» и «Исповедания» словечком ludibrium, что бы оно ни подразумевало (не будем спешить — точный смысл этого термина пока не выяснен), само по себе весьма красноречиво. Получается, что, хотя авторы манифестов и не имели намерения добиться от своей аудитории веры в буквальную истинность истории о Христиане Розенкрейце, эта история может быть истинной в каком-то ином, более высоком смысле — как «божественная комедия», аллегорическое изображение сложного религиозно-философского течения, оказывавшего непосредственное воздействие на свою эпоху.— 
Исследователь Р. ван Дюлмен также указывает на трактовку понятия ludibrium как жанра ироничной драмы в духе «Похвалы глупости» Эразма Роттердамского. Он пишет, что этот эпитет может нести в себе и такое значение, наряду с сатирой, и Андреэ, соответственно, обладал талантом в обоих этих областях. И. Буле называет «Химическую свадьбу» «комическим романсом». Однако писатель и мистик Э. Уэйт выступает против подобных опереточных коннотаций, считая её исключительно серьёзным произведением, наполненным глубоким скрытым смыслом, написать которое никак не мог бы (в 1602-3 г.) 16-летний подросток. Возможно, если Андреэ действительно в 1615 г. впервые ознакомился с «Откровением» и «Исповеданием» (написанными не им), он мог доработать под их влиянием свой черновик «Химической свадьбы», назвав своего героя Христианом Розенкрейцем и добавив указания на символику Братства. Современный историк-эзотерист Херюард Тилтон также считает, что применительно к Розенкрейцерскому братству "ludibrium" могло быть только очень «серьёзной шуткой».
Ряд специалистов основывают свою позицию на языковедческом анализе. Историк протестантской церкви Г. Арнольд в своей знаменитой работе «Unparteische Kirchen— und Ketzerhistorie» (нем. «Беспристрастная история церкви и ереси») утверждает, что розенкрейцерские манифесты идентичны по своему стилю аутентичным текстам Андреэ. Однако другие, например, Э. Уэйт и Р. Кинаст, с ним не согласны, считая, что, напротив, И. В. Андреэ обладал более отточенным слогом, а немецкий диалект, которым написано «Откровение», отличается от того, на котором он обычно писал; и вообще «Fama» и «Confessio» выглядят весьма посредственными по сравнению с признанной многими выдающейся «Химической свадьбой». Это свидетельствует о том, что они, как минимум, не были написаны одним и тем же автором. К тому же, если в «Откровении» есть ссылки на «Исповедание» и наоборот, то ни в одном из этих произведений нет ссылок на «Свадьбу», равно как и в ней — на другие два текста; они вообще фактически не связаны ничем, кроме имени «Христиан Розенкрейц».
Противники авторства Андреэ приводят свидетельства того, что манифесты были написаны скорее одним из его сподвижников по тюбингенскому кружку, Тобиасом Гессом, который в 1608—1610 годах сформулировал основополагающие принципы братства и смерть которого в 1614 году совпала по времени с началом публикации этих знаменитых документов. Тезисы из «Откровения» действительно представляются более близкими Гессу, нежели Андреэ, и в ещё большей степени это относится к «Исповеданию». Андреэ стал автором надгробной речи, и кстати, в позднее опубликованной её версии слова «Tobias Hess» и «Fama», единственные во всём тексте, выделены курсивом, что историк Р. Эдигхофер считает скрытым указанием на авторство Гесса. В предисловии к «Theca gladii spiritus» Андреэ пишет о фрагментах из «Confessio Fraternitatis», что они основаны на заметках Гесса, однако 26 лет спустя в автобиографии признаёт: их авторство лишь приписывается Гессу, но фактически они принадлежат ему самому («Hesso imputata, plane mea»); Гесс и не обладал литературным талантом в той же мере, что Андреэ. Возможно, что если он и участвовал в распространении манифестов, был всё же скорее уполномоченным представителем истинного автора или авторов.
Вероятно, однако, и коллективное авторство Андреэ и Гесса совместно с другими участниками тюбингенского круга (наряду с Орденом иезуитов, он вполне мог быть прототипом Братства Розенкрейцеров как общества христиан-учёных, духовной элиты, стремящейся к преобразованию мира), такими как Кристоф Безольд, Абраам Хольц, Тобиас Адами, Вильгельм Шиккард и Самюэль Хафенреффер — такая практика довольно типична для подобного рода обществ той эпохи. Современные исследователи Р. Кинаст, П. Арнольд, Р. ван Дюлмен, М. Брехт и Р. Эдигхофер сходятся на этой теории, различаясь в позициях по поводу степени вовлечённости самого Андреэ в составлении концепции и сочинении манифестов. Возможно, Валентин Андреэ в период их создания был ещё довольно молод и играл в тюбингенском кружке не первостепенную роль.
В пользу коллективного авторства имеется несколько неподтверждённых свидетельств. По некоторым данным, приводимым, в частности, Г. Арнольдом, в письмах к Иоганну Арндту и Яну Амосу Коменскому Андреэ сообщал, что написал манифесты вместе с 30-ю соавторами, однако подлинность этих писем не подтверждена. Кроме того, Мельхиор Брелер, врач Августа фон Брауншвейг-Люненбургского, заявлял, что «Откровение» написано «тремя выдающимися людьми», и исследователи идентифицируют их именно как Андреэ, Гесса и Безольда. Правда, Брелер был в хороших отношениях с И. Арндтом, и тот вполне мог бы поделиться с ним версией о тридцати соавторах. Число 30 представляется менее вероятным и по той причине, что в этом случае такое большое число вовлечённых лиц неизбежно повлекло бы утечку информации в гораздо больших объёмах, чем это имело место. И вообще, по мнению Т. Чартона, если Андреэ и называл его, это можно понимать не буквально, а метафорически, как выражение некой эзотерической идеи. Наконец, со стилистической точки зрения «Fama» не производит впечатления результата работы группы людей, обладая достаточно цельной концепцией; к «Confessio» же это применимо в гораздо меньшей степени.
В качестве альтернативного возможного автора называются также имена Иоахима Юнга, Иоганна Таулера, Мартина Лютера и Эдигуса Гутмана, хотя аргументы в их пользу представляются не столь убедительными.